# リージョンズ
リージョンズ株式会社（REGIONS .INC）は、北海道札幌の人材紹介会社。2008年にリクルート出身の高岡幸生によって設立された。
「暮らしたい場所で思い切り働く」との理念のもと、日本の人材紹介業で初めて「地方へのUターン転職に特化」したサービスを提供している。

## 事業内容
- 人材紹介事業

地方へのUターン転職のサポート　リージョナルスタイルの提唱
- ヘッドハンティング事業

企業が求める人材の調査及びスカウト

## 沿革
- 2008年5月‐札幌市中央区の札幌セントラルビルにて設立
- 2008年7月‐人材紹介事業及びヘッドハンティング事業を開始
- 2009年9月‐株式会社リージョナルスタイルの設立に参画

## 関連企業
- 株式会社リージョナルスタイル